# ملیسا وو
ملیسا وو (انگلیسی: Melissa Wu؛ زادهٔ ۳ مهٔ ۱۹۹۲) شیرجه‌رو زن اهل استرالیا است.
وی در مسابقات کشوری و بین‌المللی در مجموع برندهٔ ۲ مدال طلا، ۶ مدال نقره، ۶ مدال برنز شده‌است.